# 堀越禎三
堀越 禎三（ほりこし ていぞう、1898年12月13日 - 1987年6月24日）は、日本の経営者。

## 経歴
兵庫県神戸市出身。1924年に東京帝国大学法学部法律学科を卒業し、同年に日本銀行に入行し、名古屋支店長、理事などを歴任。
日本放送協会監事、東京電力常務、日本万国博覧会協会幹事長、経済団体連合会副会長・事務総長・顧問などを経て、1976年3月に日本ウジミナス会長に就任。1979年3月からは相談役と名誉会長を務め、東京ケーブルビジョン会長も務めた。
1980年4月に勲一等瑞宝章を受章。
1987年6月24日、脳梗塞のために死去。88歳没。